# Benjamin Daydon Jackson
Pour les articles homonymes, voir Jackson.
Benjamin Daydon Jackson est un botaniste britannique, né le 3 avril 1846 à Londres et mort le 12 octobre 1927.

## Biographie
Membre de la Société linnéenne de Londres, il en est le secrétaire de 1880 à 1902 et secrétaire général de 1902 à 1926. Il est conservateur des collections de Carl von Linné (1707-1778) à partir de 1926.
Il supervise également l’édition de Pryor’s Flora of Herts (1887) et, avec Charles Baron Clarke (1832-1906), de New Genera and Species of Cyperaceae (1908) et d’Illustrations of Cyperaceae (1909).

## Liste partielle des publications
- Life of John Gerard (1877).
- Life of Dr. William Turner (1878).
- Guide to the Literature of Botany (1881).
- Vegetable Technology (1882).
- Index Kewensis (1893-1895) et, avec Théophile Alexis Durand (1855-1912), de son supplément (1901-1906).
- Glossary of Botanic Terms (1900, réédité plusieurs fois).
- Darwiniana (1910).
- Index to the Linnean Herbarium (1912).
- Catalogue of Linneean Specimens of Zoology (1913).
- Notes on a Catalogue of the Linnean Herbarium (1922).
- Linnaeus : the Story of his Life (1923).